# Igors Vihrovs
Igors Vihrovs (n. 6 iunie 1978, Riga, Republica Sovietică Socialistă Letonă, URSS) este un gimnast artistic ce a reprezentat Letonia, medaliat olimpic. A participat la 2 ediții ale Jocurilor Olimpice (2000, 2004) în care a câștigat o medalie de aur.